# Lingtang
Die „Gemeinde Lingtang der Hui“ (chinesisch 菱塘回族乡, Pinyin Língtáng Huízú Xiāng) ist eine Nationalitätengemeinde der kreisfreien Stadt Gaoyou im Verwaltungsgebiet der bezirksfreien Stadt Yangzhou in der chinesischen Provinz Jiangsu. Lingtang hat eine Fläche von knapp 53 km² und über 23.000 Einwohner (Ende 2010), davon etwa ein Drittel Angehörige der islamischen ethnischen Minderheit der Hui.

## Islam
Die alte Moschee im Dorf Qingzhen blickt auf eine Geschichte von mehreren Jahrhunderten zurück. In ihrem Innenhof stehen ein mehr als 300 Jahre alter Ginkgo-Baum und ein Paar Gold- und Silberosmanthusbäume, die etwa 100 Jahre alt sind. Ein weiterer Hinweis auf das Alter der Moschee sind zwei dort aufgestellte große bronzene Räuchergefäße, die aus der Regierungszeit (1425–1435) des Xuande-Kaisers der Ming-Dynastie stammen. Im Jahr 1995 wurde mit in- und ausländischen Spendenmitteln eine neue Moschee gebaut, bis dahin die größte neue Moschee in ganz Ostchina. Sie bildet zusammen mit der alten Moschee ein architektonisches Ensemble, das sich zu einem religiösen Zentrum der Muslime weit über Gaoyou und Yangzhou hinaus entwickelt hat.

## Administrative Gliederung
Lingtang setzt sich aus zwei Einwohnergemeinschaften und sechs Dörfern zusammen. Diese sind:
- Einwohnergemeinschaft Shuguang (曙光社区);
- Einwohnergemeinschaft Wenchang (文昌社区);
- Dorf Gaomiao (高庙村);
- Dorf Gongjia (龚家村);
- Dorf Lingtang (菱塘村);
- Dorf Qilong (骑龙村);
- Dorf Qingzhen (清真村) = „Muslim-Dorf“;
- Dorf Wangyao (王姚村).